# Wandering Footsteps
Wandering Footsteps és una pel·lícula muda dirigida per Phil Rosen i protagonitzada per Alec B. Francis, Estelle Taylor i Bryant Washburn. Basada en la novel·la “A Wise Son” de Charles Sherman (1914), la pel·lícula, de sis bobines, es va estrenar el 23 d’octubre de 1925. Es considera una pel·lícula perduda.

## Argument
A Hal Whitney és un jove milionari, ximple però amb bon cor, que té massa afició per la beguda. Un dia mentre està borratxo es fa amic de Timothy Payne, que abans havia estat un gentlemen però ara és un vagabund per culpa de l’alcohol. Hal "adopta" Timothy com si fos el seu pare, però la xicota de Hal, Helen Maynard, en veure'l creu que Timothy serà una mala influència per al noi. Timothy ho entén i els amics se separen. Més endavant, Hal troba Timothy fent la cua davant d'una missió refugi de desemparats en la què Helen està interessada i decideix endur-se'l a casa seva malgrat les objeccions d'aquesta. Amb el temps Timothy redreça Hal i aquest recupera l’afecte de Helen. Per altra banda, Timothy s'acaba casant amb la mare de Hal, que de fet era el seu antic amor.

## Repartiment
- Alec B. Francis (Timothy Payne)
- Estelle Taylor (Helen Maynard)
- Bryant Washburn (Hal Whitney)
- Eugenie Besserer (Elizabeth Stuyvesant Whitney)
- Ethel Wales (Matilda)
- Phillips Smalley (Mr. Maynard)
- Sidney Bracy (Dobbins)
- Frankie Darro (Billy)

## Producció
La producció havia començat a principis de 1924 però l'estrena es va endarrerir fins a finals del 1925 a causa d’una sèrie de rumors sobre el mal ús dels diners de producció que van portar als inversors a segrestar-la. Per exemple, es deia que s’havien usat els diners per comprar un abric de pells a Estelle Taylor. A més circulaven rumors de que Max Graf, el productor, es passava les nit bevent a l’apartament de l’actriu (en època de la llei seca). Per acabar-ho d’adobar un titular deia “Una estrella del cinema explica perquè el seu estil interpretatiu canvia després de fer l’amor”. Graf va provar la seva innocència en un tribunal i al final es va poder acabar de produir la pel·lícula.